# ハロウィン THE END
『ハロウィン THE END』（原題：Halloween Ends）は、2022年公開のアメリカ合衆国のスラッシャー映画。監督はデヴィッド・ゴードン・グリーン、脚本はグリーン、ダニー・マクブライド、ポール・ブラッド・ローガン、クリス・バーニエが務める。2018年の『ハロウィン』、2021年の『ハロウィン KILLS』の続編であり、「ハロウィンシリーズ」の第13作目であり、完結編でもある。
本作は、2022年10月11日にモンテレイで開催されるビヨンド・フェストで初公開され、2022年10月14日にユニバーサル・ピクチャーズによって米国で劇場公開された。また、同時にPeacockで60日間ストリーミング配信されている。

## ストーリー
2019年10月31日の夜。青年のコーリー・カニンガムは子守をしていたジェレミー・アレンという少年に、いたずらで屋根裏部屋に閉じ込められる。コーリーがドアを蹴り開けた為、ドアの後ろにいたジェレミーは階下に転落死してしまい、コーリーはジェレミーを殺害したとして告発される。
2022年。四年前の事件以来、マイケル・マイヤーズは姿を現していない。ローリー・ストロードは新居を購入し、孫娘のアリソンと暮らしており、彼女はこれまでの回想録を書き終えようとしている。しかし再び暴力と恐怖の連鎖が起き始めローリーは再び現れたマイケルとの最後の戦いに挑む。

## キャスト
※括弧内は日本語吹替。
- ローリー・ストロード：ジェイミー・リー・カーティス（幸田直子）
- アリソン・ネルソン：アンディ・マティチャック（英語版）（美山加恋）
- マイケル・マイヤーズ：ニック・キャッスル、ジェームズ・ジュード・コートニー（英語版）
- フランク・ホーキンス保安官：ウィル・パットン（菊池康弘）
- コーリー・カニンガム：ローハン・キャンベル（英語版）（阿座上洋平）
- リンジー・ウォレス：カイル・リチャーズ（平田裕香）
- マティス医師：マイケル・オライリー（ふくまつ進紗）
- バーカー保安官：マイケル・ドーシー（綿貫竜之介）
- ジェレミー・アレン：ジャクソン・ゴールドバーグ（小林由美子）
- テレサ・アレン：キャンディス・ローズ（勝生真沙子）
- ロジャー・アレン：ジャック・ウィリアム・マーシャル（宮本充）
- ウィリー・ザ・キッド：ケラウン・ハリス（英語版）（高木渉）

## 音楽
本作のスコアは、以前の2作でもコラボしたジョン・カーペンターと息子のコディ・カーペンター、ダニエル・デイヴィスらによって作曲された。オフィシャル・サウンドトラックは、2022年10月14日にセイクリッド・ボーンズ・レコーズからデジタルリリースされ、2023年1月20日に限定盤がリリースされた。2022年9月、映画の公開を前に『The Junk Yard』と『The Procession』の2曲がリリースされた。
全ての楽曲はカーペンターとデイヴィスの自宅スタジオで録音され、それらは1978年のオリジナル作品のテーマ曲を取り入れ、またエレクトロニック音楽グループのボーイ・ハーシャーのオリジナル曲をフィーチャーしている。

## 評価

### 批評家の反応
批評集積サイトRotten Tomatoesでは、263件の批評家レビューがあり、支持率40%で平均点は5.1/10となっている。批評家の総意は「『ハロウィン THE END』は、とりあえず刺されて、斬られて、そして悔しくも逃してきたチャンスの連続が勝利するという、しばしば当惑させられる回で終わる。」としている。
Metacriticでは、46件の批評家レビューがあり、加重平均値は47/100となっている。